# 세인트 존 (희곡)

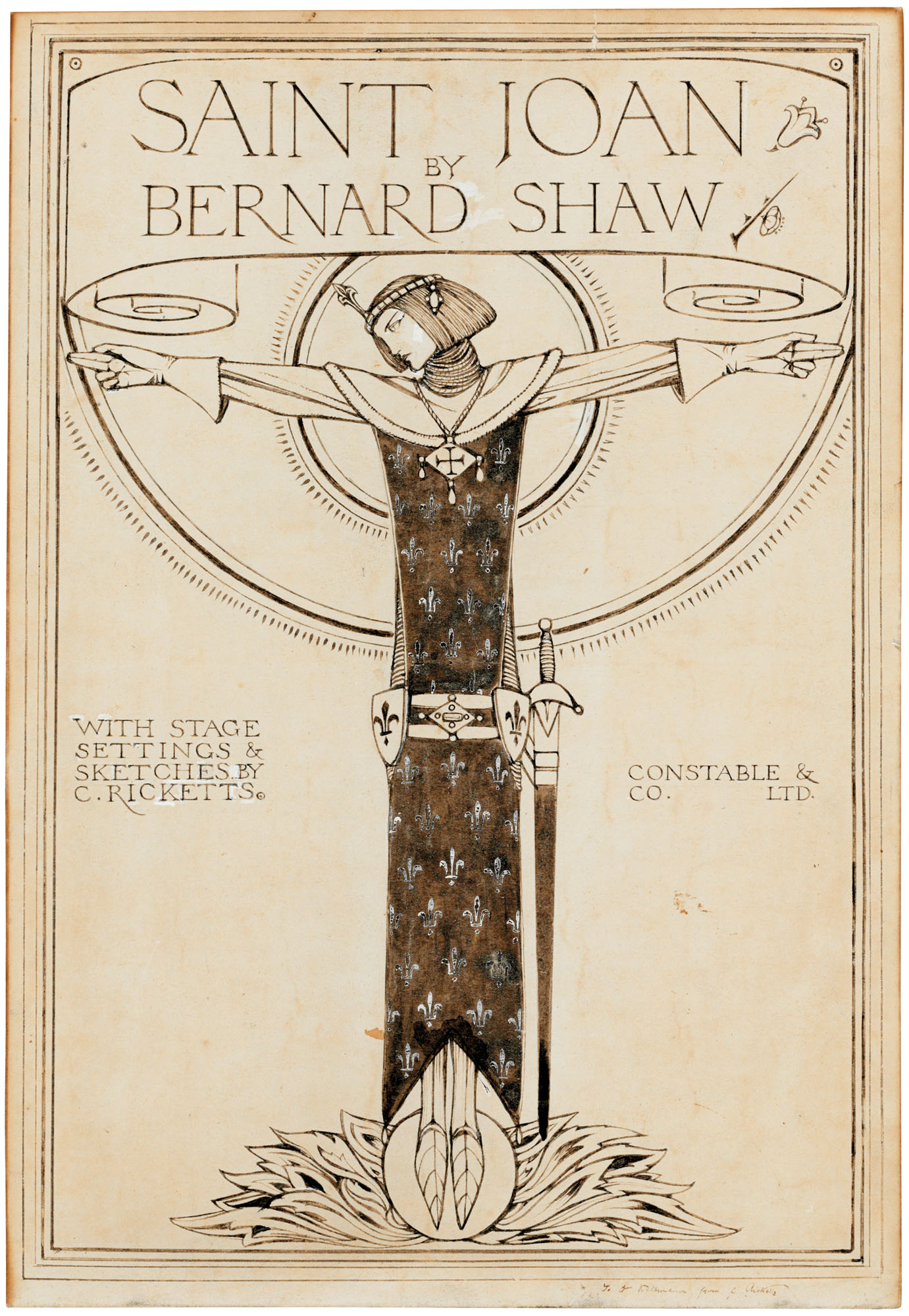

《세인트 존》(Saint Joan)은 잔 다르크를 주제로 한 조지 버나드 쇼 만년(1923년)의 걸작, 역사를 현실주의적으로 해석한 작품이다. 한국에서는 이진섭 역, 이진순 연출로 '국립극단'에 의하여 1963년 3월에 상연된 바 있다.  이 작품은 전 7장으로 되어 있고, 첫장면에서 존이 자기 존재를 시골 영주에게 알려 마치 그녀가 기적을 행한 것같이 보여주는 장면도 합리적으로 다뤄져 있다. 그것은 종래의 의미의 기적이라기보다 뭇사람들을 훨씬 뛰어넘은 한 사람의 '천재'로서 그려져 있다. 그러기 때문에 왕자에게도 신임을 얻고 오를레앙을 방비하는 젊은 장군의 승복(承服)을 받을 수도 있게 된다. 이와 아울러 그녀를 넘어뜨려야 장래의 화근이 없겠다는 반대파의 입장도 매우 명료하고, 또 종교재판관들처럼 공정하게 그려져 있어 흔히 있을 수 있는 주인공의 신격화(神格化)와 거기 대립되는 인물의 악역화(惡役化)의 인상은 전혀 없다. 이 극의 또 하나의 특색으로 존의 처형이라는 클라이맥스 겸 극의 종결을 이룩하는 장면 다음에 다시 하나 '에필로그'라고 이름붙여 새장면이 첨가되어 있다. 존이 죽은 뒤 25년이 지난 어느날 옛날 왕자였던 국왕 샤를 7세의 꿈자리에 여러 인물들이 나타나 존의 처형에 대해서 변소(辯疏)를 하는, 말하자면 논의극적(論議劇的)인 장면인데 여기서 쇼는 되풀이하여 존과 같이 인간을 보다 나은 상태로 이끌 수 있는 천재의 출현에 대해 세계는 너무나도 무지하고 또 두려워하고 있다고 개탄한다. 그러나 이 장면은 공연에서 제외되어도 상관없다고 작자는 말하고 있다.